# Bernhard Friedländer

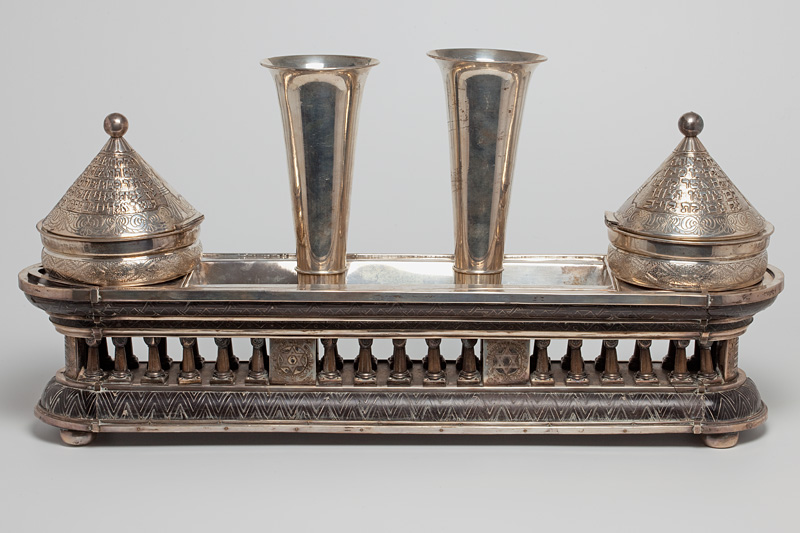
Lulav- und Etroghalter (1925–1940) in Düsseldorf oder Tel Aviv hergestellt und befindet sich in der Sammlung des Jüdischen Museums der Schweiz, Basel.

Bernhard Friedländer (geboren 1881 in Czenstochau, im heutigen Polen; gestorben 1941 in Tel Aviv) war ein jüdischer Gold- und Silberschmied sowie Steinfasser.

## Leben
Seine Ausbildung zum Gold- und Silberschmied sowie zum Steinfasser absolvierte er in Lodz, Odessa, Tiflis und Berlin. Er arbeitete von 1904 bis 1927 in Deutschland, mit Stationen in Berlin, München, Essen und Bonn. Er gründete  1914 sein Unternehmen in Düsseldorf und entwickelte Ritualgegenstände für Synagogen und den jüdischen Haushalt. Seine Arbeiten fanden viel Anerkennung auf Ausstellungen wie der GeSoLei in Düsseldorf 1926, in den USA 1928 und bei der Kult- und Form-Ausstellung in verschiedenen Städten ab 1930. Seine künstlerische Entwicklung in Düsseldorf, die er bis 1927 fortsetzte, war die produktivste seiner Laufbahn. Er siedelte 1927 nach Antwerpen um, bevor er 1932 in das damalige Mandatsgebiet Palästina übersiedelte. Dort schuf er neben außergewöhnlichen Chanukka-Leuchtern hauptsächlich  Ritualgegenstände und Silberwaren in verschiedener  Ausführung.

## Werke

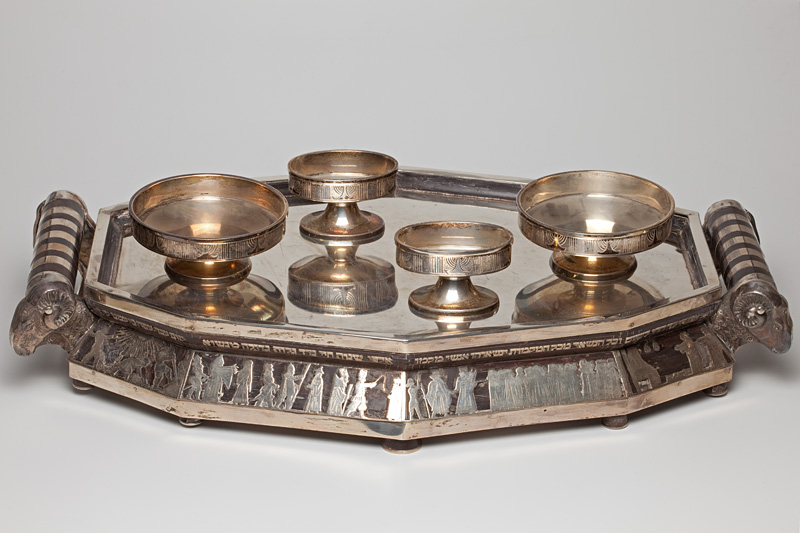
Seder-Tafelaufsatz (1913–1926), in Düsseldorf hergestellt und befindet sich in der Sammlung des Jüdischen Museums der Schweiz, Basel.

Friedländers Werke sind heute nahezu unbekannt, da ein Großteil seiner Arbeit in der NS-Zeit zerstört wurde. Er stellte in Tel Aviv Kerzenständer, Chanukka-Leuchter, Kidduschbecher und Tafelsilber her, die künstlerisch weniger anspruchsvoll und weniger außergewöhnlich sind. Im Mandatsgebiet Palästina gründete er die Firma Michsaf, die er aber noch zu Lebzeiten verkaufte.